# Calathotarsus
Calathotarsus es un género de arañas migalomorfas de la familia Migidae. Se encuentra en Chile y Argentina.

## Lista de especies
Según The World Spider Catalog 11.5:
- Calathotarsus coronatus Simon, 1903
- Calathotarsus pihuychen Goloboff, 1991
- Calathotarsus simoni Schiapelli & Gerschman, 1975
- Calathotarsus gigas Montenegro & Aguilera, 2025 [2]